# Hexatoma (Eriocera) velveta velveta
Hexatoma (Eriocera) velveta velveta is een ondersoort van de tweevleugelige Hexatoma (Eriocera) velveta uit de familie steltmuggen (Limoniidae). De ondersoort komt voor in het Nearctisch gebied.